# Постол (село)
Посто́л — село в Завьяловском районе Удмуртии, входит в Среднепостольское сельское поселение. Расположено в 29 км к западу от центра Ижевска. Неподалёку от села протекает река Постолка.

## История
Постол возник вокруг одноимённой станции Пожвайской узкоколейной железной дороги, построенной для нужд дереводобывающих предприятий в 1910 году.
В 1925 году входит в Среднепостольский сельсовет.
В 1938 году организуется Постольский леспромхоз, который в 1960 году присоединяется к Советско-Никольскому леспромхозу.
В 2004 году постановлением Госсовета Удмуртской республики станция и посёлок Постол преобразовываются в село Постол.

## Население
| 2003 | 2010  | 2012  |
| ---- | ----- | ----- |
| 1401 | ↘1015 | ↗1419 |

## Экономика и социальная сфера
Значительная часть жителей села работает на дереводобывающем предприятии «Советско-Никольский леспромхоз». Одно из крупнейших предприятий села — ООО ТЗП «Постол».
В Постоле работают МОУ «Постольская средняя общеобразовательная школа», детский сад, фельдшерско-акушерский пункт, ГУЗ «Третья республиканская психиатрическая больница Министерства здравоохранения Удмуртской Республики».

## Постольское городище
В 4 км к северо-западу от села на реке Постолке находится Постольское городище (или — «Кленовый мыс»), занесённое в список объектов культуры федерального значения. Городище относят к Бахмутинской культуре, существовавшей в 5-8 вв. н. э., носители которой предположительно были предками современных удмуртов.

## Улицы
| - Береговая улица - Береговой переулок - Восточная улица - Заречная улица - Заречный переулок - Зелёная улица - Кирпичная улица - Кирпичный переулок - Клубная улица - Лесная улица - Луговая улица | - Люкская улица - Новая улица - Плотинная улица - Подлесная улица - Постольская улица - Прудовый переулок - Станционная улица - Тракторная улица - Физкультурная улица - Школьная улица |  |